# Mino Taveri
Cosimo Taveri, meglio conosciuto come Mino Taveri (Brindisi, 21 settembre 1961), è un giornalista e conduttore televisivo italiano.

## Biografia
Inizia la sua carriera nel 1980 come dj radiofonico presso Radio Canale 94 di Brindisi, emittente del gruppo SPER; lì inizierà anche la sua carriera giornalistica, che verrà approfondita nel settembre 1982 presso l'emittente televisiva regionale Puglia TV. Si iscrive all'albo dei giornalisti nel 1985, quindi due anni dopo diventa il direttore responsabile dell'emittente radiofonica regionale Ciccio Riccio, ruolo che manterrà fino al 1998. Collabora dal 1987 al 1989 con il settimanale Commercio, Turismo e Servizi.
Viene assunto a Telelombardia nel 1987 come conduttore dei telegiornali dell'emittente, quindi diventa inviato per Qui studio a voi stadio negli stadi di Milano, Parma, Bergamo e Cremona; è ideatore del programma Tiro Libero con in studio Flavio Tranquillo e Oscar Eleni ed il giocatore Francesco Anchisi.
In occasione del campionato del mondo 1990, tenutosi in Italia, conduce la trasmissione Milano 90, con collegamenti da tutti gli stadi italiani e ospiti in studio, quindi è ideatore ed inviato del programma Diretta Basket con collegamenti in diretta dal PalaTrussardi di Milano.
Diventa responsabile della redazione sportiva di Telelombardia, ideatore e realizzatore di diversi speciali tra cui John Lennon 10 anni dopo, andato in onda in occasione del decennale dell'assassinio di John Lennon, con testimonianze di musicisti e personaggi dello sport, e l'approfondimento giornaliero GUERRA DEL GOLFO, giorno per giorno dedicato al conflitto bellico in Kuwait.
Nel 1991 viene assunto alla redazione sportiva del nuovo canale Tele+2 come conduttore del magazine Sportime, del telegiornale sportivo Telesport e di Momenti di Sport, oltre che del settimanale Settimana Gol. È conduttore e inviato per +2 Sera sul campo principale del posticipo del campionato di Serie A e curatore della rassegna stampa e delle notizie dell'ultim'ora durante Il processo di Biscardi, oltre che conduttore del magazine La Fabbrica del Gol e del notiziario Tuttocalcio assieme a Fulvio Collovati.
Dalla stagione sportiva 1996-1997 è uno dei telecronisti del campionato di Serie A di Telepiù calcio e da settembre del 1997 a maggio 2003 è conduttore di Zona, magazine bisettimanale nonché programma di punta di Tele+ che ha ospitato tra gli altri José Altafini, Gianluca Vialli, Hansi Müller, Marco Simone, Cesare Maldini e Walter Zenga; tale trasmissione ha ricevuto il premio Victor-Eutelsat 1999 come "miglior magazine calcistico italiano" al Sat Expo 1999.
Con la fusione di Tele+ e Stream TV, nel 2003, passa a Sky Sport, dove fino al 2005 conduce tutte le trasmissioni inerenti alla UEFA Champions League (trasmissioni pre e post partita e il magazine bisettimanale) al fianco di Paolo Rossi, Salvatore Bagni e José Altafini. Nel 2005 lascia Sky per approdare alla redazione di Sport Mediaset.
È stato uno dei conduttori di Studio Sport, di Guida al Campionato e di Domenica Stadio nella stagione 2005-2006. Inoltre ha condotto le trasmissioni pre e postpartita della UEFA Champions League (in onda sul digitale terrestre Mediaset Premium).
Amante della vela, ha partecipato a diverse edizioni della regata Brindisi-Corfù. Dal settembre 2007 dirige il mensile di pallacanestro TreZeroCinque, in distribuzione nella provincia di Brindisi. Oltre ad essere uno dei volti principali di Sport Mediaset, dal 26 agosto 2012 conduce il contenitore sportivo Sport Mediaset XXL, in onda ogni domenica. Durante la stagione 2012-2013 ha condotto lo spazio dedicato ai pre e postpartita della UEFA Europa League sulle reti Mediaset. È stato inviato in Russia per il campionato del mondo 2018. Tra il 2021 e il 2024 conduce nuovamente Sport Mediaset XXL ed è anche ospite di Speciale Qualifiche mondiali sul 20, Champions League LIVE, Coppa Italia LIVE e Supercoppa italiana LIVE, oltre che il telecronista di alcune gare di UEFA Champions League su Infinity +. In parallelo commenta su Eleven Sport (poi assorbita da DAZN) ed Eurosport le gare del campionato italiano di basket, dell'Eurolega e dei campionati europei maschili di pallacanestro. All'inizio della stagione calcistica 2024-2025 è sostituito alla conduzione di Sport Mediaset XXL da Benedetta Radaelli e passa alla conduzione della trasmissione radiofonica domenicale Calcio Totale in onda su Radio TV Serie A, emittente della Lega Serie A; mantiene il ruolo di opinionista a Coppa Italia LIVE, Supercoppa italiana LIVE e a Sport Mediaset. Nel 2024 ha commentato per Mediaset le regate della trentaseiesima Coppa America di vela disputatasi a Barcellona.
Controversie
L'11 aprile 2018 Taveri è stato allontanato dalla tribuna stampa dello Stadio Santiago Bernabéu da due addetti della sicurezza in quanto avrebbe provocatoriamente mostrato e sventolato ai tifosi del Real Madrid Club de Fútbol una banconota da 50 euro, durante la partita di UEFA Champions League Real Madrid-Juventus. Il giorno successivo, il giornalista si è scusato per l'accaduto con un comunicato stampa .

## Opere
- Con Franco Casalini, E via... verso una nuova avventura! 1978-1990: la squadra della nostra vita, Indiscreto, 2011.